# The Spencer Davis Group
The Spencer Davis Group è un gruppo rock inglese formatosi a Birmingham nel 1963.

## Storia del gruppo
Il gruppo ebbe vasto successo nel corso della seconda metà degli anni '60, con due singoli saliti al primo posto della classifica britannica;  e con tre album, che si inserirono, nello stesso periodo, tra i primi 10 dei più venduti nel Regno Unito. Fu  il gruppo in cui esordì il polistrumentista Steve Winwood.
I loro brani, ispirati dal sound Motown e dal R&B in genere (tra cui spiccano i classici Gimme Some Lovin' e I'm a Man), vengono considerati degli standard della musica beat. Il declino del successo del gruppo coincise con l'abbandono, nel 1967, dei fratelli Winwood ovvero Steve (il quale formerà subito dopo un'altra storica band cioè i Traffic) e Muff. Due anni dopo infatti il gruppo, dopo alcuni cambiamenti di formazione, si sciolse.

## Formazione
- Spencer Davis - chitarra, voce (deceduto nel 2020)
- Steve Winwood - voce, tastiere, chitarra, dal 1965 fino al 1967
- Muff Winwood - basso, chitarra, fino al 1967
- Pete York - batteria

### Altri componenti
- Eddie Hardin - tastiere, voce, dal 1967
- Phil Sawyer - chitarra solista dal 1967 al 1968
- Ray Fenwick - chitarra solista nel 1968

## Discografia

### Album in studio
- 1965 - Their First LP
- 1966 - Second Album
- 1966 - Autumn '66
- 1968 - With Their New Face On

### Singoli
- 1965 - Keep on Running / High Time Baby
- 1966 - Somebody Help Me / Stevie's Blues
- 1966 - When I Come Home / Trampoline
- 1966 - Gimme Some Lovin' / Blues In F
- 1967 - I'm A Man / I Can't Get Enough Of It
- 1967 - Time Seller / Don't Want You No More